# إدارياتية
الإدارياتية (بالإنجليزية: Managerialism)‏ أو يمكن أيضاً أن يطلق عليه (النزعة الإدارية) هو مصطلح إداري يقصد به جميع جوانب الإدارة من التنظيم والتخطيط والتصميم والمراقبة والسيطرة والتوظيف والتوجيه والمتابعة .. إلخ.
تعتمد على تحويل الاسلوب البيروقراطي إلى اسلوب إداري حيوي وديناميكي وتنافسي